# Brekcie
Brekcie je typ hrubozrnné sedimentární horniny, která je tvořena ostrohrannými úlomky minerálů a hornin velikosti nad 2 milimetry. Liší se od slepence, u kterého jsou úlomky minerálů a hornin zaoblené. Vzniká akumulací úlomků v bezprostřední blízkosti zdrojové oblasti. Brekcie má proměnlivou barvu, která závisí na minerálním složení. Vzácně se uvnitř brekcií vyskytují zkameněliny.

## Složení
Skladba horniny je velmi kolísavá. Původ je ale vždy stejný, a to blízkost mateřských hornin při jejich uložení. Minimální je tedy transport, třídění a opracování zrn. Částice jsou v různé míře zpevněné. Brekcie často vzniká při rozpadu hornin přímo na místě nebo svahovými sesuvy, zřícením útesu nebo jeskyň.

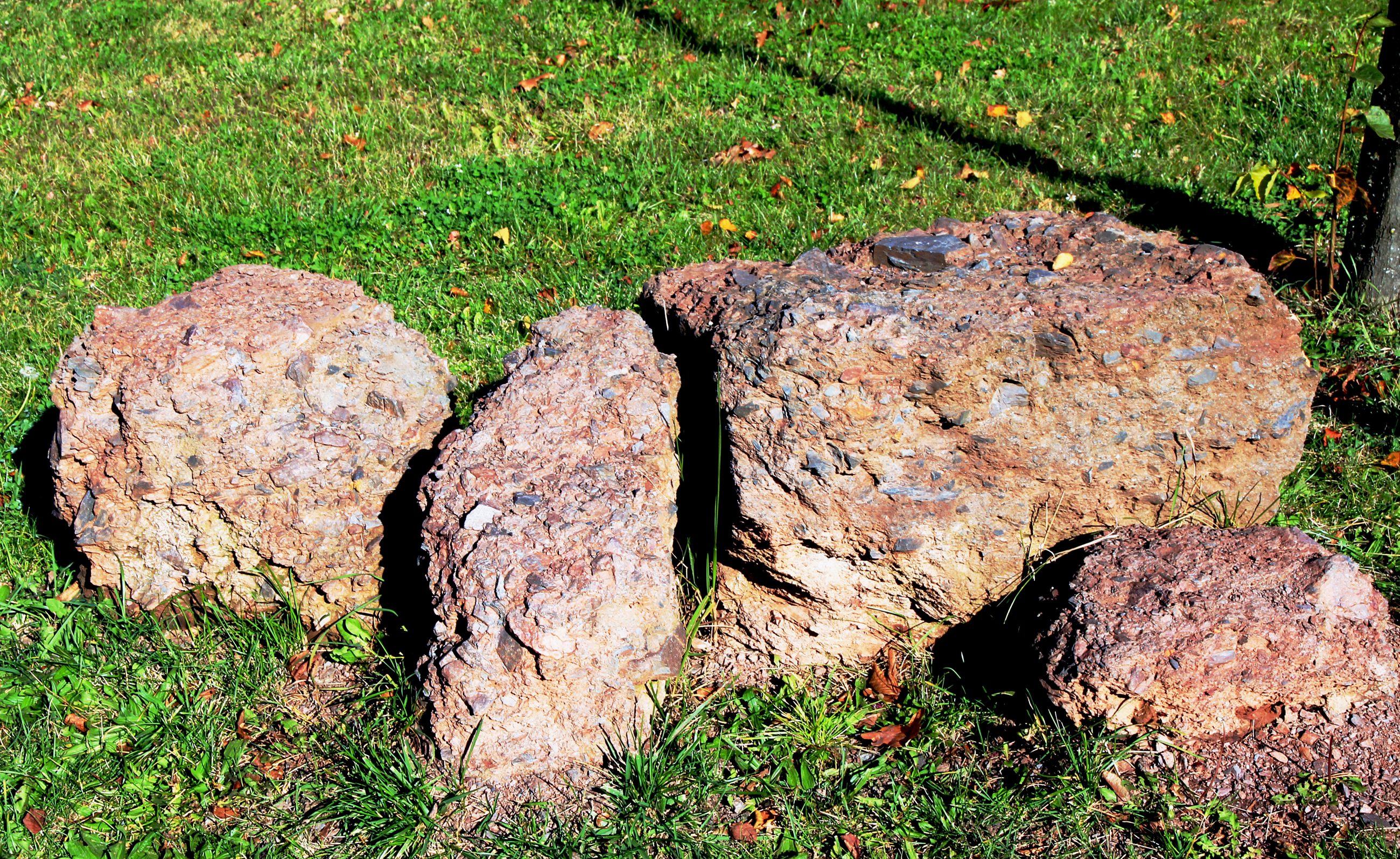
Brekcie z okolí Kutné Hory

Brekcie má ještě jednu podobu, a to takzvanou mrazovou suť, kdy vznik horniny je podpořen mrazovým rozpadem a pukáním hornin a sutě z ledovcových morén.
Sedimentární brekcie jsou různého vzhledu podle složení klastického materiálu a tmelu. Tvoří čočkovitá tělesa, většinou špatně vrstevnatá. Rozeznáváme brekcie:
- eluviální, které se tvoří stmelením úlomků vzniklých in situ
- svahové, vznikají na pevnině například ze sutě, která se hromadí pří úpatí skal a hor, v moři nakupením úlomků a drtě z korálových útesů a pod.
- intraformační, vznikají dočasnými změnami v sedimentačním prostředí, především erozí právě uloženého a v různé míře zpevněného sedimentu a jeho přemístěním. Příčinou může být působení vodních proudů, skluzy, místní vrásnění, vysychání sedimentu a j.
- kolapsové, vznikají zpevněním materiálu zřícených stropů krasových dutin, zejména jeskyní
- kostní, vznikají zvláště v krasových jeskyních a závrtech nakupením kostí a jejich úlomků a následné zpevnění sintrem[2]

Tektonická brekcie je přeměněná hornina, která vzniká rozdrcením hornin tektonickými pohyby, především podél zlomů. Jsou v ní větší, ostrohranné úlomky původní horniny (tzv. protolitu) zpevněné tmelem a je výsledkem nízkého stupně metamorfózy. V úlomcích je zachována stavba původní horniny. Další možné názvy jsou protomylonit, kataklazit nebo kakirit. Charakteristickým znakem většiny tektonických brekcií je poměrná stejnorodost úlomlů i základní hmoty.
Vulkanická brekcie, vzniká při výbuších sopek. Je tvořena úlomky vulkanitů, uloženými v sopečném popelu nebo nakupením úlomků láv, tmelených mladší lávou.
Impaktní brekcie, vzniká při dopadu meteoritů na zemský povrch (např. v kráteru Gardnos v Norsku). V místě dopadu dochází k tepelnému a tlakovému postižení hornin. Vznikají pak nové horniny, impaktity, které obsahují sklo a specifické minerály (coesit, stišovit, jadeit a j.